# Вдовино (Новосибирская область)
Вдовино — деревня в Колыванском районе Новосибирской области. Входит в состав Пономарёвского сельсовета.  

## История
.

## География
Площадь деревни — 7 гектаров.
Вдовино находится в 20 километрах от Пономарёвки.

## Население
| 2002 | 2007 | 2010 |
| ---- | ---- | ---- |
| 13   | ↘6   | ↗9   |

## Инфраструктура
В деревне по данным на 2007 год отсутствует социальная инфраструктура.